# Yusuke Yada
Yusuke Yada (谷田 悠介 Yada Yusuke?), född 22 september 1983 i Saitama prefektur, är en japansk före detta fotbollsspelare.
Yada började sin karriär 2006 i ALO's Hokuriku (Kataller Toyama). 2008 flyttade han till Sagan Tosu. Han gick tillbaka till Kataller Toyama 2010. Han avslutade karriären 2013.